# Jia Yi
Jia Yi (kineski: 賈誼, pinyin: Jiǎ Yì; Chia I, Wade-Giles; 201. pr. Kr. - 169.  pr. Kr.) bio je kineski pjesnik i državnik iz vremena dinastije Han.
Bio je rodom iz Luoyanga gdje je još kao mladić privukao pažnju talentom za poeziju i eseja. Zbog toga je pozvan na dvor cara Wena gdje je postao jedan od njegovih najbližih savjetnika. Tamo se zalagao za konfucijanske reforme, ali stekao i neprijatelje, zbog kojih je iz dvora poslan u Changsha. Godine 173. pr. Kr. je vraćen na dvor gdje je postao osobni učitelj princa Huaia od Lianga. Princ je godine 169.  pr. Kr. pao s konja i poginuo, a Jia Yi je, smatrajući se osobno odgovornim, počinio samoubojstvo.